# Gießhübl (Gaaler Tauern)
Der Gießhübl ist ein 1602 m ü. A. hoher Berg in der Obersteiermark, der zu den Gaaler Tauern gehört und 1,7 Kilometer westlich des 312 Meter höher gelegenen Bärnkopfs in der Katastralgemeinde Sankt Johann am Tauern Sonnseite innerhalb der Gemeinde Pölstal liegt.
Der Gießhübl ist Teil eines Wildbacheinzugsgebiets und liegt dabei auf der Grenze der Wildbacheinzugsgebiete des Lerchbachs (08/193) und des Koinbachs (08/205). Knapp westlich des Gipfels beginnt der Wildbacheinzugsgebiet des Gießhüblbachs (08/190).